# Asphalt (film, 1951)
Pour les articles homonymes, voir Asphalt.
Pour plus de détails, voir Fiche technique et Distribution.
Asphalt (titre français : Asphalte) est un film autrichien réalisé par Harald Röbbeling (de) sorti en 1951.

## Synopsis
Le film est divisé en cinq épisodes individuels et indépendants, dans lesquels sont rapportés les tentations et les dangers de la jeunesse moderne d'après-guerre dans la Vienne grise vers 1950. Les protagonistes des épisodes respectifs s'appellent Erika (épisode 1), Walter (épisode 2), Gabriele (épisode 3), Karl (épisode 4) et Helli (épisode 5). Asphalt décrit le destin de ces cinq jeunes, à partir des dossiers de la police viennoise des premières années d'après-guerre.
Premier épisode
L'adolescente Erika apparaît en danseuse dans un bar équivoque, se retrouve entre les mains d'un client et se retrouve dans une cabine pleine de prostituées, sur le visage desquelles elle voit son propre avenir dans le noir. Elle cède à son sort et se prostitue.
Deuxième épisode
Walter, presque à moitié un enfant, veut gagner de l'argent pour subvenir aux besoins de sa famille affamée. Alors il cherche du travail chez un boucher brutal, le vole dans un accès de colère et doit fuir. Il trouve refuge dans un engrenage qui l'entraîne dans ses sombres machinations et l'emmène à un cambriolage.
Troisième épisode
La jeune étudiante Gabriele tombe enceinte sans le vouloir. Elle aimerait se débarrasser de l'enfant, mais elle manque d'argent pour un avortement (illégal à l'époque). Afin de s'épargner une dispute redoutée avec les parents bornés et strictement catholiques et par peur de la honte, elle se suicide.
Quatrième épisode
Le garçon handicapé et malade Karl est fatigué d'endurer le ridicule, le mépris, les mauvais traitements et toutes les autres humiliations. Un jour, un événement fait déborder le tonneau. Karl devient fou et tue quelqu'un dans un affect.
Cinquième épisode
Helli, qui est encore mineure, est, comme on dirait à Vienne, une « pauvre chiarde » : abusée et exploitée par tout le monde. Sa petite vie dénuée de sens a pris fin lorsque le mari de sa mère l'a violée. Helli se brise devant cette terrible expérience.

## Fiche technique
- Titre original : Asphalt
- Réalisation : Harald Röbbeling (de)
- Scénario : Harald Röbbeling
- Musique : Roly Kova
- Direction artistique : Schmid
- Photographie : Walter Partsch (de)
- Son : Kurt Schwarz
- Montage : Erika Peter
- Production : Georg M. Reuther
- Société de production : Savoy
- Société de distribution : Styria Film Verleih
- Pays d'origine :  Autriche
- Langue : allemand
- Format : Noir et blanc - 1,33:1 - Mono - 35 mm
- Genre : Drame
- Durée : 85 minutes
- Dates de sortie :
  -  Autriche : 19 juin 1951.
  -  Suède : 16 mars 1953.
  -  France : 12 juin 1953[1].

## Distribution
- Johanna Matz : Erika (épisode 1)
- Heinz Farda : Walter (épisode 2)
- Elfriede Garden : Gabriele (épisode 3)
- Kurt Vittek : Karl (épisode 4)
- Monika Siegmund : Helli (épisode 5)

et Viktor Gschmeidler, Milan von Kamare, Anni Korin, Helmut Krauss (de), Edith Meinel, Inge Novak, Helmut Janatsch (de), Hannes Schiel, Franz Berndt, Otto Wögerer, Margarete Fries

## Production
Asphalt sort le 19 juin 1951 à Vienne. En Allemagne, il sort début 1952 sous le titre Die Minderjährigen (en français Les Mineurs). Le 9 février 1959, une version révisée de Richard Lubowski, Minderjährige klagen an (en français Les mineurs accusent), est de nouveau projetée dans les cinémas allemands. En 2004, le film est publié en DVD en Autriche.